# 天姥山

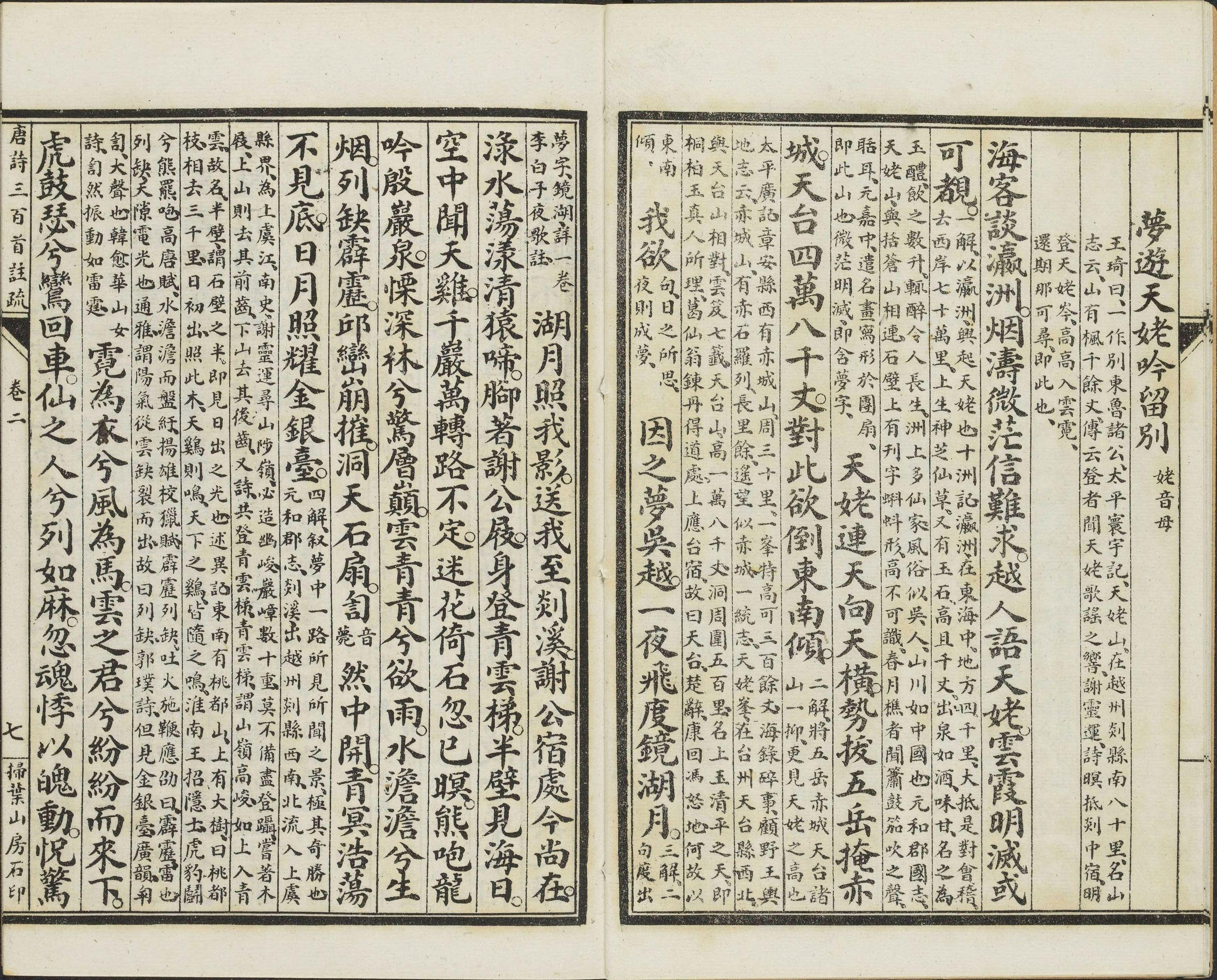
《唐诗三百首注疏》中的《梦游天姥吟留别》（民国二十年上海扫叶山房石印本）

天姥山是中华人民共和国境内的一座山，位于浙江省新昌县与天台县交界处，得名于“王母”。天姥山包含拨云尖、细尖、大尖等山峰，风景区内有新昌大佛寺、穿岩十九峰、沃洲湖等自然人文景观。
在刘宋时期，谢灵运曾在天姥山开辟道路，以方便观景。谢灵运在《登临海峤，初发强中作，与从弟惠连，见羊、何共和之》一诗中写道“暝投剡中宿，明登天姥岑”。
唐代诗人李白曾到访天姥山，并写下《夢遊天姥吟留別》一诗。
2009年12月28日，新昌天姥山风景名胜区成为中华人民共和国国务院第7批国家级风景名胜区。

## 著名景点
- 新昌大佛寺
- 穿岩十九峰
- 沃洲湖

## 外部連結
[在维基数据编辑]
 《欽定古今圖書集成·方輿彙編·山川典·天姥山部》，出自陈梦雷《古今圖書集成》